# فرهنگ پنجابی
فرهنگ پنجابی از زندگی در کنار پنج رود منطقه پنجاب برگرفته شده، به‌گونه‌ای که کشاورزی بنیاد آن است و خود کلمه «پنجاب» نیز که از زبان فارسی گرفته شده به‌معنای «پنج آب» است، و جایگاه اجتماعی افراد در این منطقه بر اساس مالکیت زمین شکل گرفته است.
به‌علت موقعیت جغرافیایی‌اش در مسیر حمله‌ها، مردم پنجاب سنت جنگ‌جویی دارند و «عزت» یا شرافت اجتماعی در این فرهنگ اهمیت ویژه‌ای دارد.
موسیقی و رقص‌های پنجابی مانند بهنگرا و گیدا که از موسیقی سنتی با ضرباهنگ‌های مدرن ساخته می‌شوند، امروز جهانی شده‌اند و نماد هویت و شادی این فرهنگ هستند.
منطقه پنجاب از دیرباز، حتی در دوران تمدن دره سند که به سده ۳۰ (پیش از میلاد) بازمی‌گردد، مسیر مهمی به‌سوی خاور نزدیک بوده است. کشاورزی ویژگی عمدهٔ اقتصادی پنجاب بوده و همین امر، بنیان فرهنگ پنجابی را شکل داده است. پنجاب به‌ویژه پس از انقلاب سبز در میانهٔ دهه‌های ۱۹۶۰ تا ۱۹۷۰ میلادی، به‌عنوان منطقه‌ای کشاورزی بسیار مهم شناخته شد و به‌عنوان «سبد نان» در هر دو کشور هند و پاکستان توصیف شده است. افزون بر شهرت در زمینهٔ کشاورزی و تجارت، پنجاب منطقه‌ای است که در طول قرون متمادی مورد تهاجم‌های خارجی بسیاری قرار گرفته و ازاین‌رو، سابقه‌ای طولانی در زمینهٔ جنگ‌آوری دارد؛ چراکه در مسیر اصلی یورش‌ها از شمال غربی جنوب آسیا قرار دارد، که این موقعیت جغرافیایی مردم منطقه را به شیوهٔ زندگی مبتنی بر دفاع و جنگ برای پاسداری از سرزمینشان واداشته است. فرهنگ جنگ‌جویی به‌طور معمول ارزش‌های مربوط به شرافت جامعه را که نزد پنجابی‌ها بسیار ارجمند است، برجسته می‌کند.

## موسیقی
بانگرای مردمی پنجابی یکی از گونه‌های هنری موسیقی پنجابی است که در غرب جهان بیش‌ازپیش شنیده می‌شود و در حال تبدیل‌شدن به سبکی محبوب و جریان اصلی است. موسیقی پنجابی توسط موسیقی‌دانان غربی به شیوه‌های گوناگون به‌کار گرفته می‌شود، از جمله آمیختن آن با آهنگ‌های دیگر برای ساخت قطعات برندهٔ جوایز. موسیقی صوفیانه و قوالی که بیشتر در ایالت پنجاب رایج‌اند، از دیگر گونه‌های مهم موسیقی در منطقهٔ پنجاب هستند.
تاریخچهٔ موسیقی نوین
موسیقی پنجابی در سدهٔ بیستم دچار دگرگونی شد، چراکه تحت تأثیر ژانرهای موسیقی غربی از جمله پاپ، راک و هیپ‌هاپ قرار گرفت. در نتیجه، سبک جدیدی از موسیقی پنجابی پدید آمد که ضرباهنگ‌ها و شیوه‌های امروزی تولید موسیقی را با سازها و نغمه‌های سنتی درآمیخت. گورداس مان از پیشگامان صحنهٔ موسیقی نوین پنجابی بود که در دههٔ ۱۹۸۰ با ترانه‌هایی چون «چالا» و «ماملا گدبد هی» به شهرت رسید. موسیقی او آمیخته‌ای از نغمه‌های بومی پنجابی با فنون نوین ضبط و تولید بود و در اشعارش به مسائل اجتماعی مانند سوءمصرف مواد، فقر و فساد دولتی می‌پرداخت.

## رقص

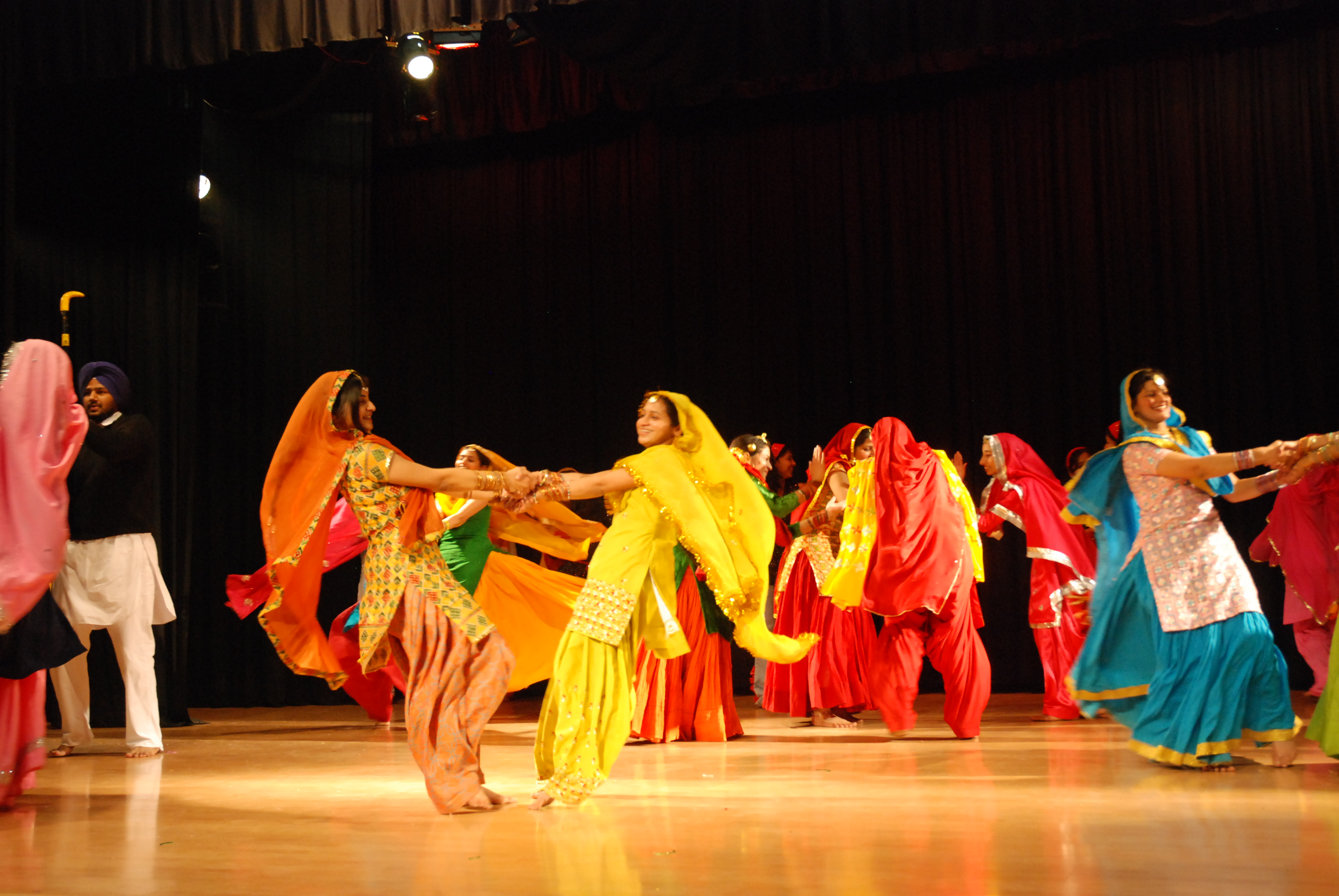
رقص پنجابی سنتی، کیکلی.

رقص‌های پنجابی یا توسط مردان یا توسط زنان انجام می‌گیرند. این رقص‌ها از نوع انفرادی یا گروهی هستند و گاه با سازهای سنتی همراه می‌شوند. بهنگرا از مشهورترین رقص‌هایی است که در پنجاب پدید آمد و در آغاز توسط کشاورزان در فصل برداشت اجرا می‌شد. آنان در هنگام انجام کارهای کشاورزی، هم‌زمان حرکات بهنگرا را انجام می‌دادند. این کار سبب می‌شد که فعالیت‌های دشوارشان را با نشاط انجام دهند. سال‌ها کشاورزان از بهنگرا برای نمایش حس کامیابی و خوش‌آمدگویی به فصل برداشت تازه استفاده می‌کردند. بهنگرای سنتی به‌شکل حلقه‌ای انجام می‌شود و دارای گام‌ها و حرکات خاص خود است. امروزه این رقص نه‌فقط در فصل برداشت، بلکه در مناسبت‌های دیگر نیز اجرا می‌شود.
گیدا نیز یکی از رقص‌های معروف پنجاب است. این رقص ویژهٔ زنان است و پیشینه‌ای هزاران‌ساله دارد، که نمودگر زیبایی و زنانگی دانسته می‌شود.

## هنر
نقاشی در پنجاب در دوران حکومت ایلتتمش از دودمان خلجی توسعه یافت، زیرا وی از این هنر پشتیبانی می‌کرد. این موضوع در اثر تاریخی تاریخ فیروزشاهی نیز آمده است. هنر سیک، از جمله نقاشی سیک، عمدتاً از سنت‌های هنری پنجاب نشئت گرفته است. بی.ان. گوسوامی بیان می‌کند که نقاشی در پنجاب به سدهٔ شانزدهم بازمی‌گردد و در نیمهٔ نخست سدهٔ هجدهم تحت تأثیر مکتب مغولان قرار گرفت. تا آغاز سدهٔ نوزدهم، فعالیت‌های نقاشی سیک‌های پنجابی بیشتر محدود به نقاشی‌های دیواری در مکان‌های مذهبی بود. در ایالت‌های تپه‌ای پنجاب، نقاشی‌های مینیاتور با صحنه‌ها و مضامین دینی هندویی محبوبیت زیادی داشتند.
میان سال‌های ۱۸۱۰ تا ۱۸۳۰، سیک‌ها سفارش‌هایی برای نقاشی از مضامین و شخصیت‌های سیک، به‌ویژه شاهزادگان و اشراف، به هنرمندان کوهستانی دادند. پس از افزایش ارتباط سیک‌ها با اروپاییان پس از سال ۱۸۳۰، تأثیر هنر اروپایی بر هنر سیک‌های پنجابی جایگزین شیوه‌های قبلی شد. از دل این تعامل، سبک پنجابی از سبک کمپانی پدید آمد. به‌این‌ترتیب، نقاشی‌های مینیاتوری سنتی با تأثیرات سبک کمپانی اروپایی جایگزین شدند. هنرمندان لاهوری و امریتسری نیز به‌تدریج رنگ گواش را رها کرده و به آبرنگ روی آوردند.
در سال‌های ۱۸۳۸ تا ۱۸۳۹، یک بازدیدکنندهٔ بریتانیایی هنرمندان محلی پنجابی را برای نقاشی دربارهٔ اقشار مختلف شمال هند به‌کار گرفت و این آثار در قالب یک آلبوم گردآوری شدند. در این نقاشی‌های سفارشی، تصویرهایی از اشراف و نظامیان سیک ثبت شد. برخی اروپاییان مانند ژان-فرانسوا آلار در دربار لاهور استخدام شدند و از هنر محلی حمایت کردند. از هنرمندان اروپایی اثرگذار بر هنر سیک می‌توان به جی.تی. وین (۱۸۳۷)، ویلیام جی. آزبورن (۱۸۳۸)، امیلی ادن (۱۸۳۸) و آگوست شوفت (۱۸۴۱) اشاره کرد. کتاب مصور ادن با عنوان تصاویر شاهزادگان و مردم هند بسیار موفق بود و نسخه‌های زیادی از آن به پنجاب رسید و بر سبک کمپانی در هنر پنجابی تأثیر گذاشت. شوفت بیش از یک سال در پنجاب ماند و صحنه‌ها و موضوعات محلی را نقاشی کرد. در جریان جنگ‌های انگلیس و سیک، بسیاری از افسران و سربازان انگلیسی که به پنجاب رفتند، خود هنرمند بودند. یکی از آنان Henry Lawrence بود که ساکنان محلی را نقاشی می‌کرد. بسیاری از هنرمندان هندی پیرو سبک کمپانی نیز برای نقاشی موضوعات پنجابی استخدام شدند. پس از الحاق امپراتوری سیک در سال ۱۸۴۹، نقاشان پنجابی با سبک کمپانی آثار هنری برای گردشگران اروپایی می‌ساختند. این نقاشی‌ها بیشتر شامل «فرمان‌روایان، قهرمانان، مشاغل و پوشاک سیک» بودند.

### نقاشی دیواری
نقاشی دیواری (از جمله فرسکو) در پنجاب جایگاه ویژه‌ای دارد و موضوعات متنوعی را دربرمی‌گیرد. نقاشی‌های دیواری پنجابی با مینیاتورها تفاوت دارند، زیرا در دسترس عموم مردم قرار می‌گیرند، در حالی‌که مینیاتورها بیشتر در اختیار طبقات بالا بوده‌اند. از آن‌جا که دیوارنگاره‌ها برای همگان قابل دیدن بودند، مضامین آن‌ها به‌گونه‌ای انتخاب می‌شد که برای عموم قابل درک باشند و نیاز به دانش ویژه‌ای نداشته باشند. این نقاشی‌ها می‌توانند موضوعات دینی یا دنیوی داشته باشند.

#### موضوعات مذهبی

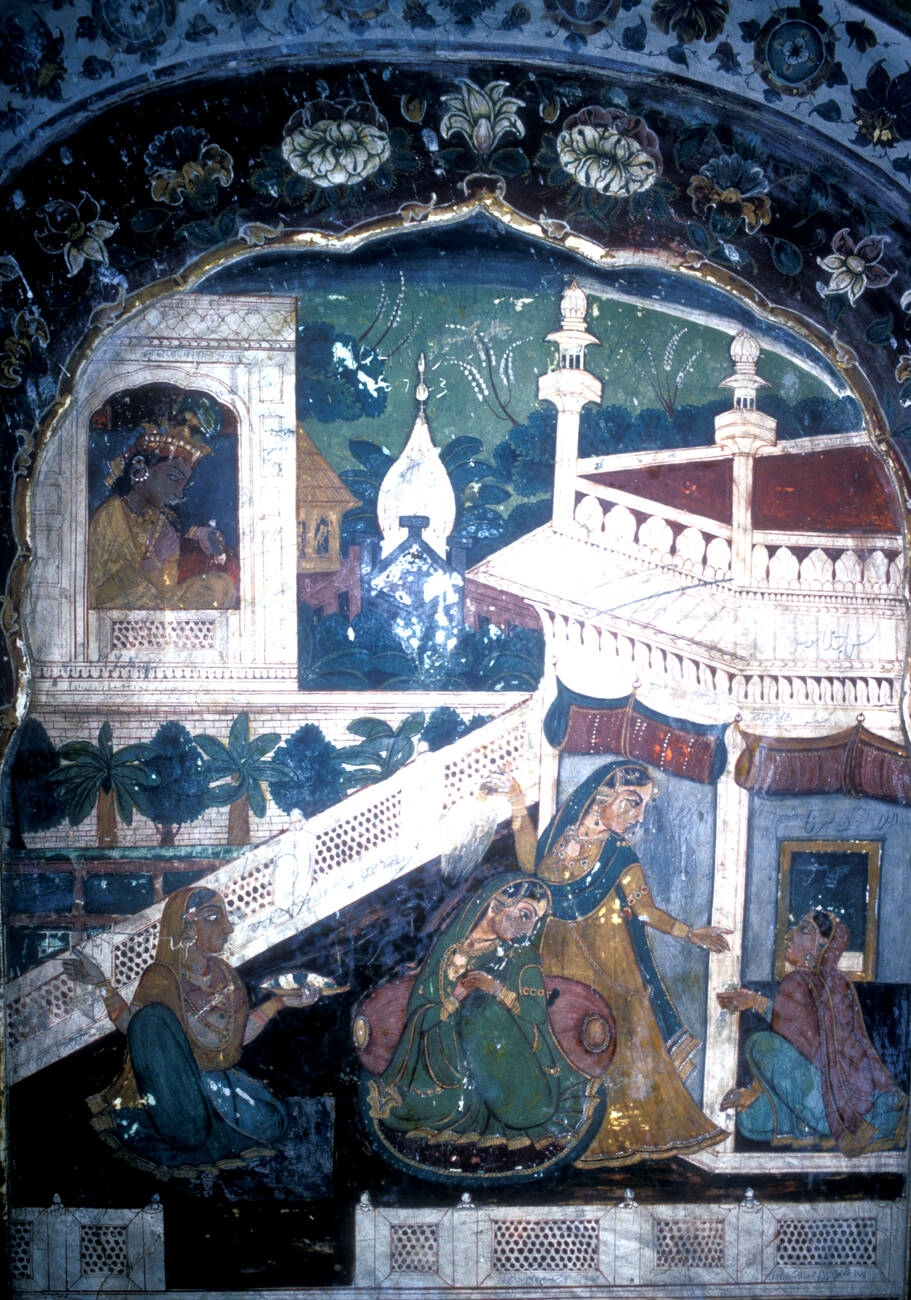
نقاشی دیواری با صحنه‌ای از اسطوره‌شناسی هندویی، در سماد مهاراجه رانجیت سینگ در لاهور، حدود دههٔ ۱۸۴۰ میلادی. به‌احتمال زیاد صحنه‌ای ویشنوپرستی از منظومه‌های رامایانا یا مهابارته است.

نقاشی‌های دیواری مذهبی اغلب در زیارت‌گاه‌ها مانند معابد هندو و سیک دیده می‌شوند. صحنه‌هایی از اسطوره‌شناسی هندو، مانند بخش‌هایی از مهابارته (مثلاً صحنهٔ پرده‌برداری از دراوپادی) معمول‌اند.
نقاشی‌های دیواری مذهبی که زنان را نمایش می‌دهند اغلب بر پایهٔ شاکتی‌پرستی هستند. در این آثار، خدای مؤنث (شاکتی) برای جنگ با نیروهای اهریمنی (مانند دیوها همچون مهیش‌اسورا یا شومبه و نیشومبه) مجسم شده است. این صحنه‌ها بیشتر برگرفته از پورانه مارکاندهیه هستند که بر پرستش شاکتی به‌عنوان مادر الهی تأکید دارد.
در برخی از این نقاشی‌ها، صحنه‌هایی از پورانه بهاگاوتا دیده می‌شود؛ مانند تصویر رادا در کنار گوپی‌ها. کریشنا نیز اغلب در کنار گوپی‌ها نقاشی می‌شود؛ گاهی او را در حال نواختن فلوت نشان می‌دهند که گوپی‌ها اطرافش رقص راسلیلا را اجرا می‌کنند یا صحنه‌ای که لباس گوپی‌ها را می‌دزدد (چیرا-هارانا)، به تصویر کشیده می‌شود.
افزون بر موضوعات هندویی، در نقاشی‌های دیواری پنجابی، صحنه‌هایی از تاریخ آیین سیک، از جمله گوروهای آیین سیک، شهیدان، و شخصیت‌های مذهبی مانند بهاگات‌ها نیز به چشم می‌خورد.

#### مضامین غیرمذهبی

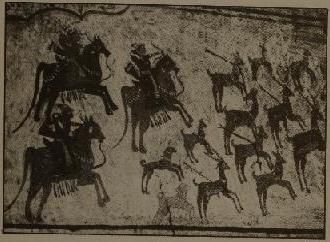
نقاشی دیواری با موضوع شکار در خانقاه مسلمانان پنجابی (خانقاه درگانی شاه در دهون دهوال)، واقع در کرانهٔ راست رود بیاس، نزدیک چولا صاحب، ناحیهٔ ترن ترن

در میان نقاشی‌های دیواری با مضامین غیرمذهبی، صحنه‌هایی از افسانه‌های کهن پنجابی مانند هیر و رنجها، میرزا و صاحبان، سوهنی و مهیوال، ساسی و پنّو، لیلی و مجنون، راجا راسالو و دیگر اسطوره‌ها بسیار رایج است. بسیاری از این داستان‌ها برگرفته از ادبیات شفاهی و داستان‌های حماسی هستند، از جمله افسانه‌های شاه بهرام و حسن بانو. همچنین نقاشی‌هایی بر اساس تصنیف‌های محلی مانند پوران بهاگت وجود دارد. از دیگر موضوعات می‌توان به نقاشی‌هایی بر اساس داستان‌های عاشقانهٔ زنان در ادبیات آشتا ناییکا (هشت قهرمان زن) اشاره کرد. افزون بر این، برخی نقاشی‌ها نیز برگرفته از منظومهٔ سات سایی اثر بیهاری هستند. چهره‌هایی مانند رانی جندان نیز در این نقاشی‌ها دیده می‌شوند.
در بسیاری از نقاشی‌های دیواری پنجابی، زنان در حال انجام کارهایی چون غذا دادن به طوطی، طاووس یا آهوان، نوازش حیوانات خانگی، یا نوشتن نامه‌های عاشقانه نمایش داده شده‌اند.

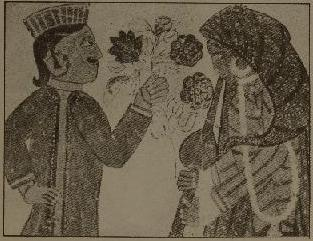
نقاشی دیواری با صحنه‌ای عاشقانه از معبد جندوال در ناحیهٔ هوشیارپور

گرچه کمتر آشکار نمایش داده می‌شوند، اما نقاشی‌های دیواری با مضامین جنسی و اروتیک نیز وجود داشته‌اند. رسم رایجی بود که دیوار کاخ‌های اسلامی و هندو با صحنه‌های اروتیک تزئین می‌شد. در دوران امپراتوری سیک، شاهزادگان و اشراف سیک اقامتگاه‌های خود را با چنین نقاشی‌هایی زینت می‌دادند. ژنرال پائولو آویتابیله در اقامتگاه خصوصی‌اش، تصاویری از دختران رقصنده با لباس‌های باز و خدایان هندی در حال معاشقه را نقاشی کرده بود. در کاخ رانی محل از ایالت نبهای پیشین، نقاشی‌هایی از زوج‌هایی در حالت‌های گوناگون هم‌آغوشی، در فضاها و حالت‌های احساسی مختلف، بر پایهٔ رسالهٔ کوکا شاسترا وجود دارد. با این حال، باید توجه داشت که این نقاشی‌های اروتیک عمدتاً محدود به فضاهایی بودند که طبقات بالای جامعهٔ پنجابی در آن رفت‌وآمد داشتند.

## ازدواج‌ها
سنت‌ها و آیین‌های ازدواج در پنجاب به‌طور سنتی به زبان پنجابی برگزار می‌شوند و بازتابی از فرهنگ غنی پنجابی هستند. اگرچه مراسم دینی ازدواج در میان مسلمانان، هندوها، سیک‌ها، جین‌ها، بودایی‌ها و مسیحیان ممکن است به زبان‌هایی چون زبان عربی، زبان اردو، زبان پنجابی، زبان سانسکریت، زبان هندی یا زبان پالی و توسط قاضی، پاندیت، گرانتی یا کشیش برگزار شود، اما آیین‌ها، آوازها، رقص‌ها، خوراکی‌ها و پوشاک در آن‌ها شباهت‌های بسیاری دارند. سنت ازدواج پنجابی آیین‌ها و مراحل گوناگونی دارد که در ایالت پنجاب (پاکستان) و ایالت پنجاب (هند) در گذر زمان دگرگون و توسعه یافته‌اند.

## خوراک

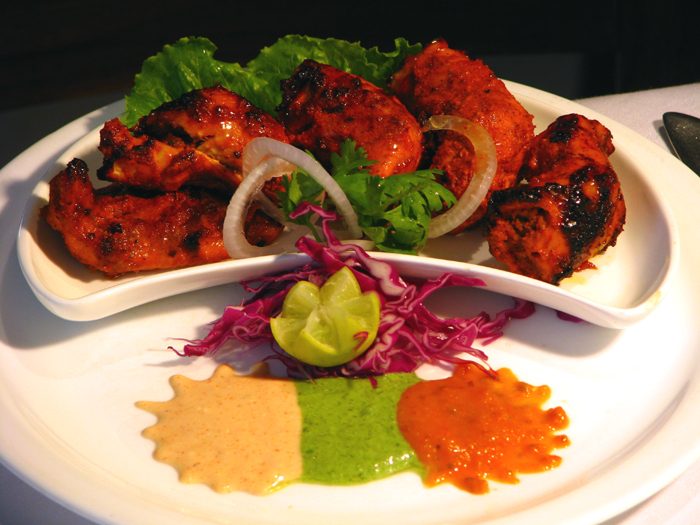
مرغ تنوری یکی از خوراک‌های محبوب در آشپزی پنجابی است.

خوراک محلی پنجاب به‌شدت تحت‌تأثیر سبک زندگی کشاورزی است، که از دوران تمدن دره سند تاکنون پایدار مانده است. خوراک‌هایی مشابه مرغ تنوری احتمالاً در تمدن دره سند و عصر برنز تاریخ هند وجود داشته‌اند. باستان‌شناس پروفسور واسانت شینده معتقد است قدیمی‌ترین شواهد از غذایی مانند مرغ تنوری در تمدن هاراپا یافت شده و قدمت آن به ۳۰۰۰ پیش از میلاد بازمی‌گردد. گروه پژوهشی او اجاق‌هایی را در سایت‌های هاراپایی کشف کرده‌اند که به تنورهای امروزی پنجاب شباهت دارند و بقایای سوختهٔ استخوان‌های مرغ نیز پیدا شده است. خانه‌های هاراپایی اجاق‌هایی به‌شکل کلید داشتند با ستون‌های مرکزی که برای پخت گوشت و نان به‌کار می‌رفتند. در سوشروتا سمهیتا نیز به پخت گوشت در اجاق (کاندو) پس از خواباندن در ادویه‌هایی چون پودر خردل سیاه و دیگر چاشنی‌های معطر اشاره شده است. احمد (۲۰۱۴) می‌گوید که ساختارهای اجاق در هاراپا احتمالاً شبیه به تنورهای امروزی پنجاب کار می‌کردند.
برنج باسماتی گونهٔ بومی پنجاب است و انواع خوراک‌های گوشتی و گیاهی بر پایهٔ آن پدید آمده‌اند.

## زبان و ادبیات

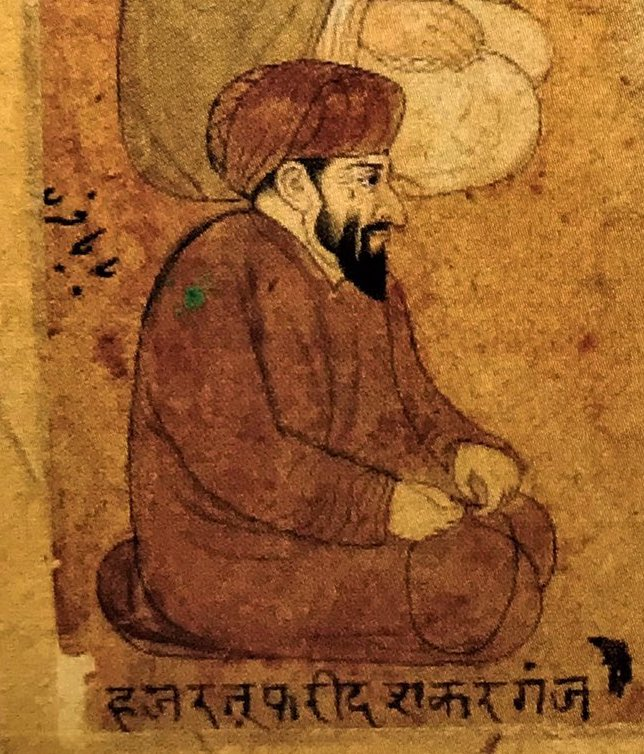
فریدالدین گنج شکر، که نخستین شاعر برجستهٔ پنجابی دانسته می‌شود.

زبان پنجابی در هند با الفبای گرمکهی و در پاکستان با الفبای شاه‌مکهی پنجابی نوشته می‌شود. حدود ۱۳۰ میلیون نفر به این زبان سخن می‌گویند.
نخستین نوشته‌های پنجابی به دوران ناته یوگی‌ها در سده‌های ۹ تا ۱۴ میلادی بازمی‌گردد. در آن متون، خدا با نام‌هایی چون «الَخ نیرنجن» یاد شده که هنوز در گفتار عامیانهٔ پنجابی رایج است.
سنت ادبی پنجابی به‌طور رسمی با فریدالدین گنج شکر (۱۱۷۳–۱۲۶۶) آغاز می‌شود. در فاصلهٔ سدهٔ ۱۲ تا ۱۹ میلادی، شعر صوفیانه پنجابی با شاعرانی چون شاه حسین، سلطان باهو، شاه شرف، علی حیدر، بلّه شاه، صالح محمد صفوری، میان محمد بخش و خواجه غلام فرید شکوفا شد. برخلاف شاعران فارسی‌زبان که قالب غزل را ترجیح می‌دادند، شاعران صوفی پنجابی بیشتر در قالب کافی شعر می‌سرودند.
شعر صوفیانهٔ پنجابی بر سایر سنت‌های ادبی این زبان نیز تأثیر گذاشت، از جمله قصه پنجابی، که نوعی داستان عاشقانه-تراژیک است و از منابع هندی، فارسی و قرآنی الهام گرفته است. هیر و رنجها سرودهٔ وارث شاه (۱۷۰۶–۱۷۹۸) از معروف‌ترین این قصه‌هاست. دیگر قصه‌های محبوب عبارت‌اند از سوهنی و مهیوال از فضل شاه، میرزا و صاحبه از حافظ برخودار، ساسی و پنون از هاشم شاه و قصه پوران بهاگت از قدریار.

## پوشاک
؛ دستار
دستار، که نوعی سربند افتخارآمیز است، به‌ویژه با آیین سیک پیوند دارد و بخشی مهم از فرهنگ پنجابی و سیک به‌شمار می‌آید. در میان سیک‌ها، دستار یکی از نشانه‌های اعتقادی است که بر برابری، شرافت، احترام‌به‌نفس، شجاعت، معنویت و دینداری دلالت دارد. خالصه—زن و مرد—که به پنج کاف پایبندند، برای پوشاندن موی بلند و دست‌نخورده خود، دستار بر سر می‌گذارند. این سربند بخشی مهم از هویت منحصربه‌فرد سیک‌هاست. پس از آنکه گورو تیغ بهادر، نهمین گوروی سیک، به‌دستور اورنگ‌زیب در امپراتوری گورکانی اعدام شد، گورو گوبیند سینگ، گوروی دهم، خالصه (سیک) را بنیان نهاد و پنج نماد ایمان (از جمله موی بلند) را به پیروان داد که دستار برای پوشاندن آن است. پیش از [[آیین سیک]، تنها پادشاهان و اشراف از عمامه استفاده می‌کردند، اما گوروهای سیک آن را برای نشان‌دادن برابری و اقتدار عمومی پذیرفتند.
؛ لباس پنجابی (شلوار قمیص)

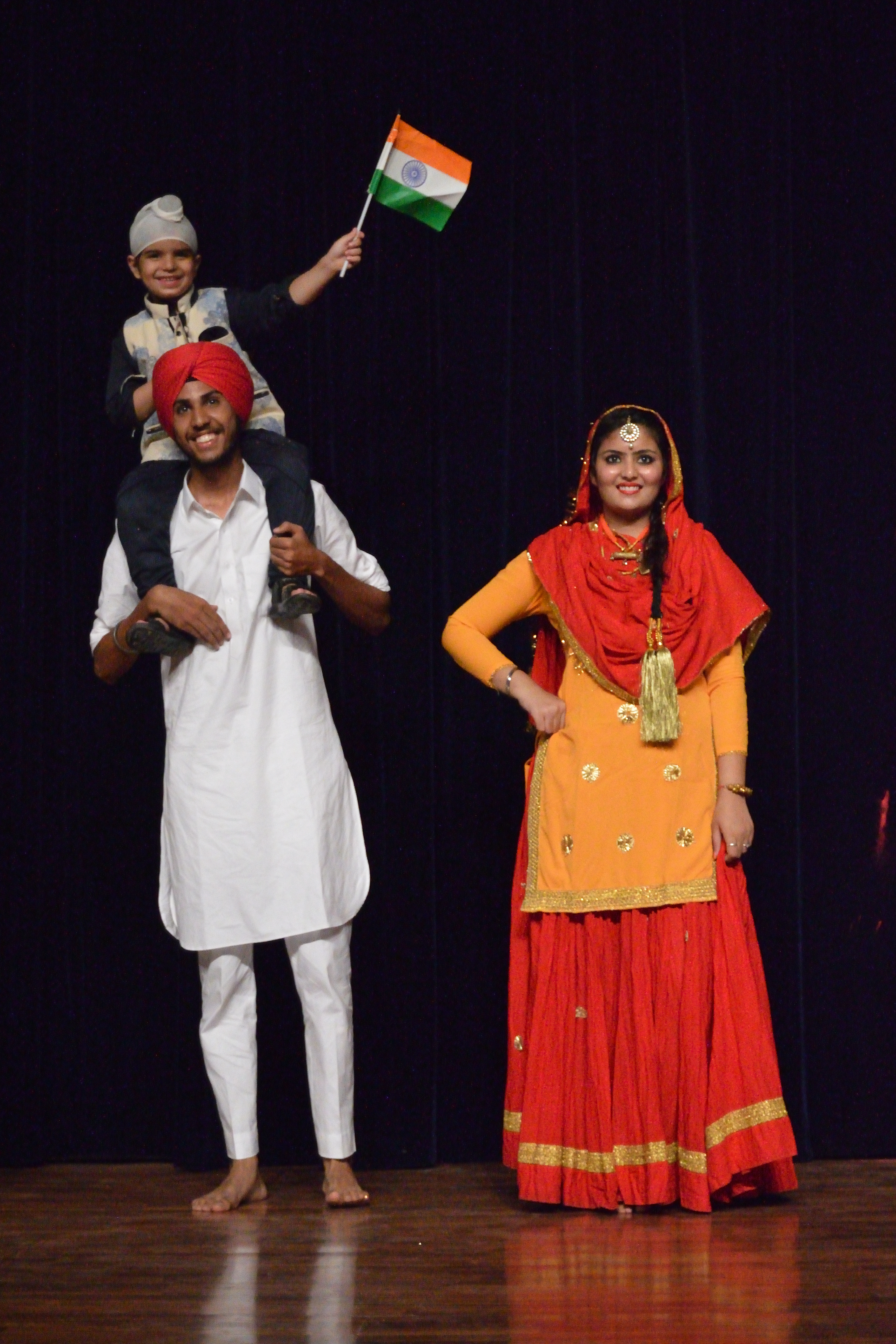
پوشاک سنتی پنجابی در هند

لباس سنتی مردم پنجاب شامل دو بخش اصلی است: قمیص (بالاپوش) و شلوار (زیرپوش). شلوارها معمولاً در کمر گشاد و در پایین تنگ‌اند و با بند یا کش نگه داشته می‌شوند و در کمر چین‌دار می‌شوند. قمیص، پیراهنی بلند یا تونیک است که از پهلوها در پایین چاک دارد (به آن چاک گفته می‌شود)، که آزادی حرکت را بیشتر می‌کند. قمیص معمولاً صاف و راسته دوخته می‌شود. امروزه برش‌های آن تحت‌تأثیر سبک اروپایی قرار گرفته‌اند. این ترکیب گاهی با نام «شلوار-قمیص»، «دست لباس»، یا «لباس پنجابی» نیز شناخته می‌شود.
شلوار-قمیص به‌طور گسترده‌ای در پاکستان و میان زنان در سراسر آسیای جنوبی پوشیده می‌شود. زنان هنگام پوشیدن این لباس، معمولاً یک روسری بلند یا دوپتا بر سر یا گردن می‌اندازند که هم نشانهٔ حجاب اسلامی است، هم نشانهٔ احترام در فرهنگ سیک و فرهنگ هندو. امروزه گونه‌های جدیدتری از این لباس پدید آمده‌اند؛ مانند شلوارهای کمرباریک با قمیص‌های کوتاه‌تر، چاک‌های بلندتر، یقه‌های بازتر و آستین‌های کوتاه یا بی‌آستین.

## جشن‌ها
مسلمانان پنجابی معمولاً تعطیلات اسلامی را گرامی می‌دارند. اما سیک‌ها و هندوهای پنجابی جشن‌هایی مانند لوهری، بَسانت و وایساخی را به‌عنوان جشن‌های فصلی برگزار می‌کنند.
جشن‌های اسلامی پنجابی بر پایهٔ گاه‌شماری هجری قمری تنظیم می‌شود و هر سال حدود ۱۰ تا ۱۳ روز زودتر از سال پیش برگزار می‌گردد. در مقابل، جشن‌های فصلی سیک و هندو بر پایهٔ ویکرم سموت یا گاه‌شماری پنجابی تعیین می‌شوند و هرچند تاریخ آن‌ها در گاه‌شماری میلادی جابه‌جا می‌شود، اما معمولاً در همان بازهٔ ماهی باقی می‌مانند.
برخی مسلمانان پنجابی نیز در جشن‌های فصلی سنتی مانند وایساخی، بَسانت و در مواردی لوهری شرکت می‌کنند، اما این موضوع بحث‌برانگیز است، زیرا برخی علمای اسلامی و سیاستمداران با استناد به منشأ دینی این جشن‌ها، مشارکت در آن‌ها را حرام اعلام کرده‌اند.

## پاسداشت فرهنگ پنجابی
در سال‌های اخیر، تلاش‌هایی برای حفظ و ترویج فرهنگ و میراث پنجابی صورت گرفته است. یکی از نمونه‌های برجسته، کتابخانه دیجیتال پنجاب (PDL) است که توسط داویندر پال سینگ بنیان‌گذاری شد. مأموریت این کتابخانه دیجیتال‌سازی و نگهداری از نسخه‌های خطی، کتاب‌ها و دیگر منابع مربوط به زبان، تاریخ و فرهنگ پنجابی است. این ابتکار به حفظ و انتقال فرهنگ پنجابی به نسل‌های آینده کمک کرده است.